# Salvia paramiltiorrhiza
Salvia paramiltiorrhiza là một loài thực vật có hoa trong họ Hoa môi. Loài này được H.W.Li & X.L.Huang miêu tả khoa học đầu tiên năm 1981.